# Cratere Ukert
Ukert è un cratere lunare di 21,71 km situato nella parte nord-orientale della faccia visibile della Luna.